# Rudine, Nikšić
Rudine este un sat din comuna Nikšić, Muntenegru. Conform datelor de la recensământul din 2003, localitatea are 60 de locuitori (la recensământul din 1991 erau 125 de locuitori).

## Demografie
În satul Rudine locuiesc 57 de persoane adulte, iar vârsta medie a populației este de 47,3 de ani (43,7 la bărbați și 51,2 la femei). În localitate sunt 21 de gospodării, iar numărul mediu de membri în gospodărie este de 2,86.
|  |

| Demografie | Demografie | Demografie |
| An         | Locuitori  | Locuitori  |
| ---------- | ---------- | ---------- |
|            |            |            |
|            |            |            |
|            |            |            |
|            |            |            |
| 1948       | 385        |            |
| 1953       | 562        |            |
| 1961       | 241        |            |
| 1971       | 212        |            |
| 1981       | 142        |            |
| 1991       | 125        | 116        |
| 2003       | 60         | 60         |

| \| Componența etnică conform recensământului din 2003[2] \| Componența etnică conform recensământului din 2003[2] \| Componența etnică conform recensământului din 2003[2] \| Componența etnică conform recensământului din 2003[2] \| Componența etnică conform recensământului din 2003[2] \| \| ----------------------------------------------------- \| ----------------------------------------------------- \| ----------------------------------------------------- \| ----------------------------------------------------- \| ----------------------------------------------------- \| \| \| \| \| \| \| \| Muntenegreni \| Muntenegreni \| \| 42 \| 70% \| \| Sârbi \| Sârbi \| \| 15 \| 25% \| \| necunoscută \| necunoscută \| \| 3 \| 5% \| |              |  |    |     |
| Componența etnică conform recensământului din 2003 |              |  |    |     |
| |              |  |    |     |
| Muntenegreni | Muntenegreni |  | 42 | 70% |
| Sârbi | Sârbi        |  | 15 | 25% |
| necunoscută | necunoscută  |  | 3  | 5%  |